# Toxorhina latifrons
Toxorhina latifrons är en tvåvingeart som först beskrevs av Enrico Adelelmo Brunetti 1918.  Toxorhina latifrons ingår i släktet Toxorhina och familjen småharkrankar. Inga underarter finns listade i Catalogue of Life.